# Vincent Raymond
Pour les articles homonymes, voir Raymond.
Vincent Raymond (appelé aussi Vincenzo Raimondi) est un enlumineur actif à Rome entre 1535 et 1557, né à une date inconnue à Lodève en Languedoc et mort à Rome le 10 février 1557.

## Biographie

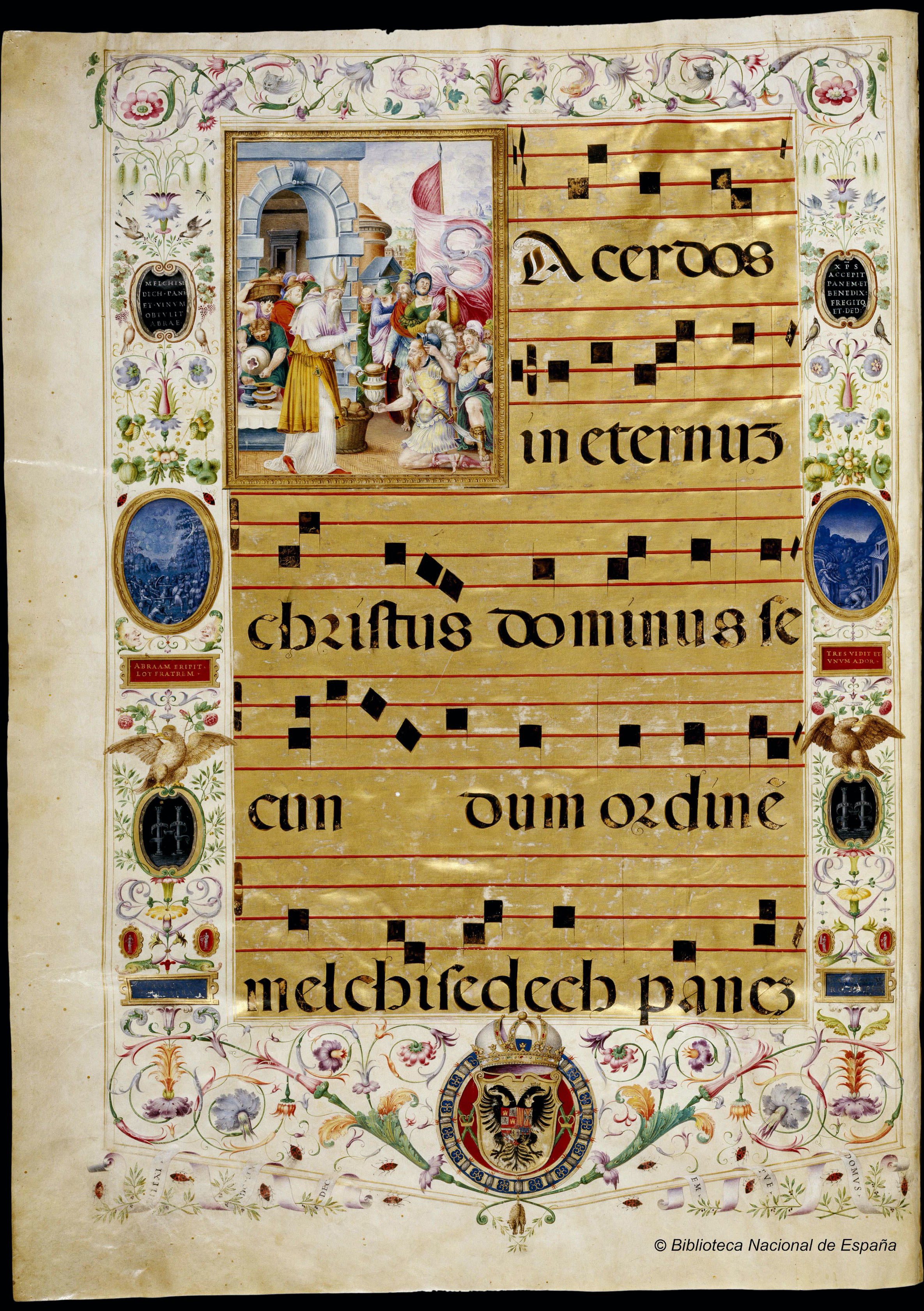
Graduel de Charles Quint, Bibliothèque nationale d'Espagne, folio 1.

Vincent Raymond est un clerc originaire de Lodève dans le Languedoc ayant une activité d'enlumineur. Sa formation et sa vie en France sont en grande partie inconnue. Il semble être arrivé à Rome dès l'époque du pape Léon X (1513-1521). Il pourrait être arrivé en même temps que Guillaume Briçonnet ou son frère Denis, deux prélats envoyés en ambassade à Rome qui ont été par ailleurs chacun évêque de sa ville d'origine. Il a été cependant avancé qu'il serait arrivé sur place dès le pontificat de Jules II (1503-1513). Il aurait pu appartenir alors à l'entourage de François Guillaume de Castelnau de Clermont-Lodève, cardinal ayant lui aussi assuré les fonctions d'ambassadeur du roi de France et lodévois d'origine.
Plusieurs documents permettent de retracer sa carrière à Rome. Il est le seul miniaturiste mentionné dans les archives papales entre le 11 décembre 1535 et le 24 novembre 1549, réalisant plusieurs livres liturgiques pour la chapelle Sixtine notamment. En 1538, un document d'archive indique qu'il fait l'acquisition pour 250 écus d'or d'une maison avec jardin dans le Rione Rigola entre la via Giulia et le Tibre. C'est à cette époque qu'il entre au sein de la congrégation du Panthéon, la future Accademia di San Luca. En 1540, il reçoit 170 écus des administrateurs de l'église Saint-Jacques des Espagnols pour la décoration d'un graduel commandé par Charles Quint, aujourd'hui conservé à Madrid. Il connait, par ailleurs, des problèmes d'argent : il emprunte à son compatriote Rigal de Saint-Marsal la somme de 50 écus d'or en 1548. Le 15 mai 1549, un motu proprio de Paul III le désigne enfin comme miniaturiste attitré du pape, de la chapelle et de la sacristie pontificale, et ce, à vie. Il perçoit d'ailleurs la somme de 24 écus d'or à la mort de ce pape.
Il reçoit encore de son successeur Jules III un don de 20 écus d'or pour la décoration d'un petit livre de prières en 1550. En 1554, les archives signalent sa collaboration avec Apollonio de' Bonfratelli - même si les deux artistes ont probablement commencé à travailler ensemble depuis au moins 1540. Ce dernier lui succède à la tête de l'atelier papal en 1556. Il semble terminer sa vie en difficulté financière, laissant à sa mort le 10 février 1557, 6 enfants en bas âge et sa veuve dans un certain dénuement. Philippe Néri doit  venir en aide à cette dernière, alors qu'il est prêtre à l'église San Girolamo della Carità, voisine de son habitation et dont Raymondi avait été son pénitent.
Au cours de sa vie, il semble avoir connu une véritable reconnaissance de ses pairs. En effet, l'artiste portugais Francisco de Holanda, après un séjour à Rome, n'hésite pas à le classer, dès 1548, parmi les meilleurs miniaturistes de son temps, au milieu de Giulio Clovio, Attavante degli Attavanti et Simon Bening. 

## Style

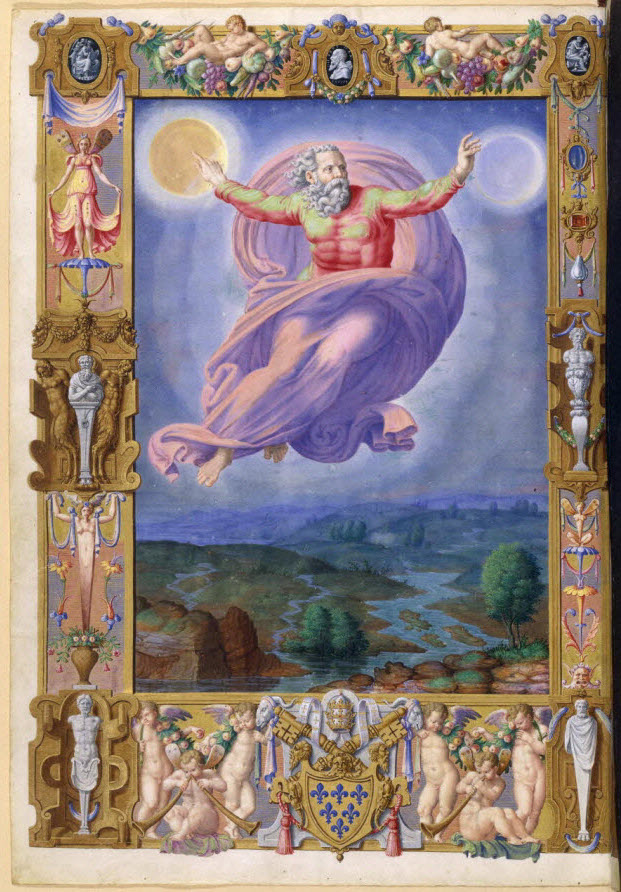
Psautier de Paul III : Dieu créant le monde, f.182v.

Pendant longtemps, son style a été défini d'après la première œuvre qui lui a été attribuée par son premier biographe, Léon Dorez, à savoir le psautier de Paul III aujourd'hui conservé à Paris. Il contient une grande miniature représentant Dieu le père directement inspiré de Michel-Ange et notamment du plafond de la chapelle Sixtine. Cependant, Jonathan Alexander a souligné le fait qu'un seul manuscrit lui est attribué formellement par les textes : il s'agit du graduel commandé par Charles Quint aujourd'hui à la Bibliothèque nationale d'Espagne. Selon lui, lorsque l'on compare les miniatures de ce graduel avec les décorations du psautier de Paul III, on reconnait la main de Raymond dans la plupart des miniatures et lettrines du psautier sauf justement dans la grande miniature de Dieu qui selon Alexander doit être attribuée à un peintre de grands formats, actif à Rome à cette époque et resté anonyme. 
Le style de Vincent Raymond se caractérise par des décors de marge particulièrement originaux, expérimentant une nouvelle iconographie faite de trompes-l'œil, d'insectes, d'animaux, de poissons, de grotesques ainsi que de cadres en forme de cartouches. Outre l'inspiration tirée des œuvres de Matteo da Milano, son prédécesseur au poste de miniaturiste papal, au début de sa carrière, ses motifs décoratifs montrent des reprises de Giovanni da Udine ou de Perin del Vaga.

## Œuvres

### Manuscrits

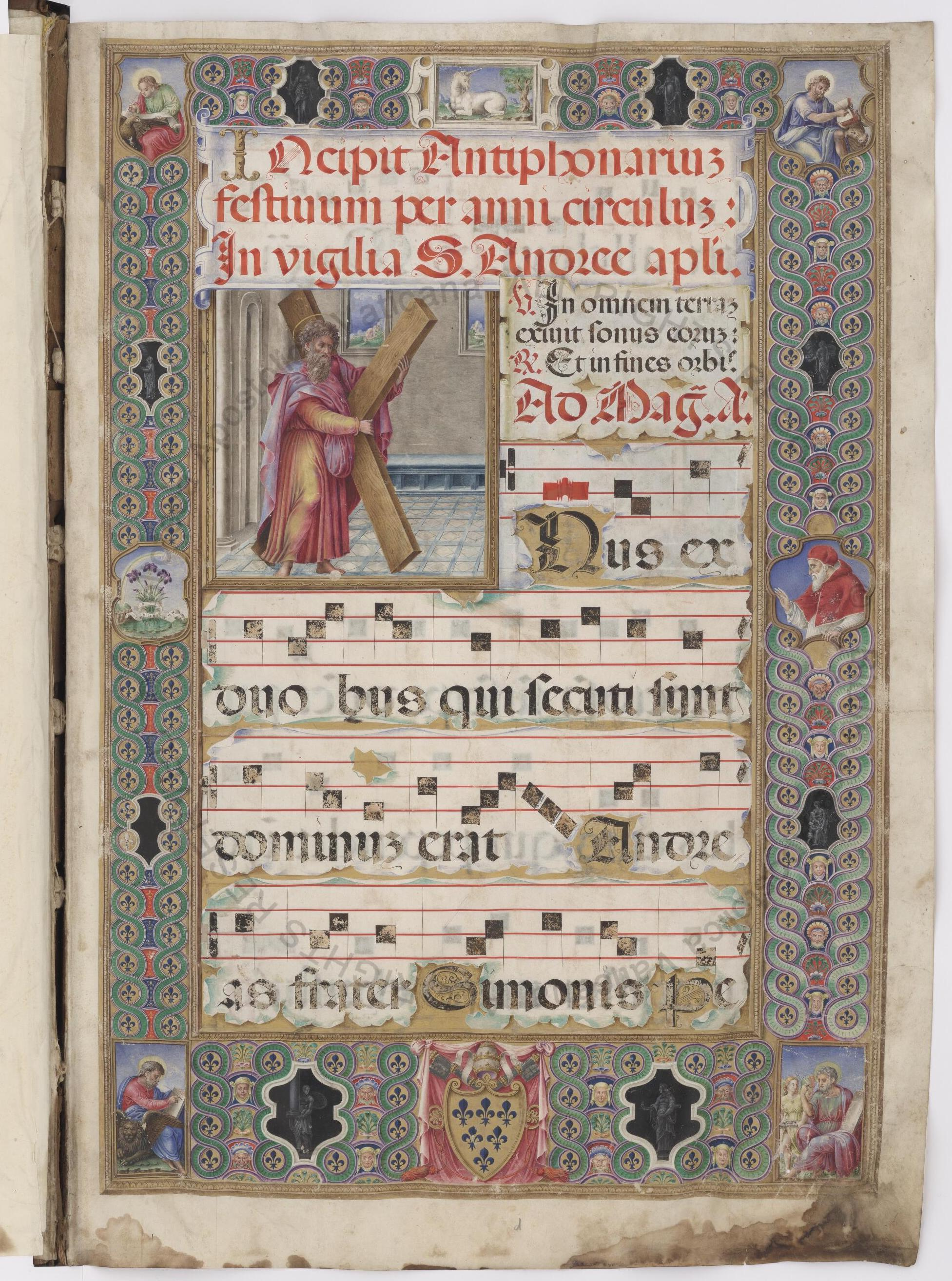
Antiphonaire de la chapelle Sixtine, Capp.Sist.11 f1r.

- Missel du cardinal Bernardino Carvajal, vers 1521, coll. privée, Paris, ancienne collection Dyson Perrins, passé en vente chez Sotheby's, Londres, le 9 déc. 1958 (lot 40)
- Panégyrique pour Soliman le Magnifique, après 1526, Houghton Library, université Harvard, Ms.Typ.145
- Cérémonial du couronnement de Charles Quint pour le pape Clément VII, 1530, Bibliothèque apostolique vaticane, Borg.Lat.420[10]
- Psautier de Paul III, une grande miniature, une petite, deux encadrements et plusieurs lettrines, 1542, Bibliothèque nationale de France, Lat.8880[11]
- Antiphonaires pour la chapelle Sixtine, vers 1535-1545, BAV, Capp. Sist.2, 8, 9, 11 (avec plusieurs miniatures découpées, dont l'une est au Chazen Museum of Art, 2001.30[12]), 18, 611
- Missel pour Juan Álvarez de Toledo, vers 1541, BAV, Barb.Lat.609[13],[14]
- De rebus antiquis memorabilibus basilicae S. Petri Romae, de Maffeo Vegio, deux exemplaires destinés à Jules III, 1543 et 1544, BAV, Vat.lat.3750[15] et Barb.lat.2750[16]
- Enchiridion orationum de François Wydon pour Georges d'Armagnac, 1543-1544, Musée Condé, Ms.102[17]
- Preparatio ad missam pontificalem, provenant de la chapelle Sixtine, vers 1539-1547, Houghton Library, Ms.Typ.136[18]
- Antiphonaire et graduel destiné à l'église Saint-Jacques des Espagnols à Rome, sur commande de Charles Quint, Bibliothèque nationale d'Espagne, Vitr.16.1[19]
- Livre d'Heures d'Éléonore de Gonzague, duchesse d'Urbino, avant 1543, Bibliothèque bodléienne, Oxford, Ms.Douce 29[20]
- Livre d'heures, Bibliothèque bodléienne, Ms.Douce 19[21]
- Canons de la messe pour Jules III, 1550, avec une miniature du maître, BAV, Vat.Lat.5464[22]

### Livres imprimés
- Topographia Urbis Romae de Bartolomeo Marliani, exemplaire imprimé par les frères Valerio et Luigi Dorico à Rome en 1544 et décoré par Raymond, Bibliothèque nationale de France, Res. J 456

### Miniatures découpées
- Montage de miniatures et décorations de marge d'un ou plusieurs livres liturgiques pour Léon X ou Clément VII, vers 1523, Morgan Library and Museum, M.1134[23]
- Montage de miniatures (Naissance de saint Jean Baptiste et Martyre de saint Laurent) et décorations de marge d'un ou plusieurs livres liturgiques pour Léon X ou Clément VII, après 1523, musée national de la Renaissance, Ec.1849 et 1915[24]
- Montage de miniatures (saint Côme et saint Damien) extraites d'un livre de chœur, Victoria and Albert Museum, E.4577-1910[25]
- Miniature de la crucifixion, tirée d'un missel, 1545, Getty Center, Ms.85[26]
- Montage de miniatures et décorations de marge d'un manuscrit liturgique pour Paul III, British Library, Add.35240[27]
- Enluminures découpées d'un missel de Clément VII, BL, Add. 35254[28] et 21412[29]